# O Sétimo Continente
O Sétimo Continente (em alemão:  Der Siebente Kontinent) é um filme dramático austríaco escrito e realizado por Michael Haneke, em 1989. É a primeira longa-metragem do cineasta, que se inspirou numa história verídica em que uma família austríaca de classe média cometeu suicídio. 
O filme reporta-se para a representação dos últimos anos vividos pela mesma, constituida por Georg, um engenheiro, a sua esposa Anna, oftalmologista, e a sua filha Eva. Dividido em três partes, as duas primeiras, que vão de 1987 a 1988, retratam a vida da família, mostrando as actividades do quotidiano, repetidas numa constante rotina, que os acabará por afundar no tédio e no desespero, tanto que Eva finge que foi atacada por um misterioso tipo de cegueira. A última parte representa a viagem dos três para a Austrália, que decidem mudar a sua vida e acabar com ela. O último dia da família é passado por um luxurioso pequeno-almoço, pela destruição de toda a casa e seus pertences, pela aniquilação de tudo o que é material e pelo abandono do dinheiro, onde cortam as notas e as atiram para a sanita. O único objecto que deixam intacto é a televisão, que assistem na altura em que morrem juntos.
O sétimo continente refere-se directamente à imagem de Austrália, que representa o escape da família da sociedade moderna e desesperada por atenção. É um filme niilista, que explora a depressão colectiva até o seu limite, pelo que não é aconselhável a pessoas com tendências suicidas.